# Holly Earl
Holly Earl (nacida en Londres, Inglaterra, el 31 de agosto de 1992) es una actriz inglesa. Entre sus trabajos más conocidos se encuentran: Lily Arwell en Doctor Who, Poppy Champion en Skins, y como la protagonista en el videojuego Erica de PlayStation.
Entre sus películas destacan Loving Vincent (2017). Nominada a mejor película animada en los Premios Óscar en 2018. Participó junto con Nicole Kidman y James Franco en Queen of the Desert (2015), en la película Once Upon a Time in London (2018) y en su papel protagónico cómo Nat en Shark Bait (2022). 
Earl también se destaca como actriz de doblaje con personajes como Lillia en League of Legends, Kaya en Stellar Blade  y como Ulrika en Dragon's Dogma 2.
Carrera
Earl debutó en televisión a los cuatro años,  interpretando a la hija de Robson Green en Touching Evil (1997 -1998). Posteriormente, apareció como la joven Kochanski en la octava temporada de Red Dwarf, seguida de un papel en el especial navideño de la BBC de 1999, The Greatest Store in the World. Su primer papel cinematográfico llegó en 2002 como May Bailey en Possession. También ha aparecido como actriz invitada en Doctor Who, Humans, Skins, y Cuckoo.
En 2012, debutó en el teatro como Bertha en The Father en el Teatro Belgrade. Posteriormente, recibió una nominación al Premio Ian Charleson por su papel. En 2015, apareció como Ruby Hill en Ordinary Lies y en 2016 cómo Kela en Beowulf. En 2018, interpretó a Agnes en la serie Humans de Channel 4. En 2019, protagonizó el juego Erica de PlayStation. También prestó su voz a Lillia en League of Legends. En 2022, Earl protagonizó la película Shark Bait, filmada en Malta.

## Vida privada
Asistió a la escuela secundaria Drayton Manor High School. Tiene una hermana mayor, quien es actriz retirada, llamada Lizzie Earl. Ambas hermanas son de origen Armenia.

## Filmografía

### Cine
| Año  | Título                          | Papel                | Ref.   |
| ---- | ------------------------------- | -------------------- | ------ |
| 1999 | The Greatest Store in the World | Angeline             | [ 16 ] |
| 2002 | Possession                      | May Bailey           | [ 17 ] |
| 2004 | Secret Passage                  | Clara                | [ 27 ] |
| 2010 | Into the Night (cortometraje)   | Grace                | [ 28 ] |
| 2013 | Dracula: The Dark Prince        | Esme                 | [ 29 ] |
| 2014 | Queen of the Desert             | Cousin Florence      | [ 7 ]  |
| 2017 | Loving Vincent                  | La Mousmé (sólo voz) | [ 5 ]  |
| 2018 | Once Upon a Time in London      | Aggie Vaux           | [ 8 ]  |
| 2021 | Last Train to Christmas         | Young Auntie Vi      | [ 30 ] |
| 2022 | Shark Bait                      | Nat                  | [ 9 ]  |
| 2022 | A Midsummer Night's Dream       | Hermia               | [ 31 ] |
| 2025 | The Burn (cortometraje)         | Pen                  | [ 32 ] |

### Televisión
| Año       | Título                    | Papel                 | Ref.                 |
| --------- | ------------------------- | --------------------- | -------------------- |
| 1997-1998 | Touching Evil             | Louise Creegan        | [ 14 ]               |
| 1999      | Red Dwarf                 | Young Kochanski       | [ 15 ]               |
| 1999      | Ruth Rendell Mysteries    | Lindsey               | [ 33 ] [ 34 ]        |
| 2000      | My Hero                   | My Hero Christmas     | [ 35 ]               |
| 2006      | Wild at Heart             | Georgia Chapman       | [ 36 ]               |
| 2010-2011 | Casualty                  | Nita Clements         | [ 37 ]               |
| 2011      | Doctors                   | Summer Carroll        | [ 38 ]               |
| 2011      | Doctor Who                | Lily Arwell           | [ 18 ] [ 39 ] [ 40 ] |
| 2012      | Skins                     | Poppy Champion        | [ 3 ]                |
| 2012-2016 | Cuckoo                    | Zoe                   | [ 20 ]               |
| 2013      | Father Brown              | Ruth Bennett          | [ 41 ]               |
| 2014      | Benidorm                  | Elena                 | [ 42 ]               |
| 2014      | Two Housemates            | Peaches               | [ 43 ]               |
| 2014      | Law & Order: UK           | Lisa Gardner          | [ 44 ]               |
| 2014      | The Musketeers            | Céline                | [ 45 ]               |
| 2014      | The Red Tent              | Joven Rachel          | [ 46 ]               |
| 2014      | Relentless                | Shauna Brandt         | [ 47 ]               |
| 2015      | Ordinary Lies             | Ruby Hill             | [ 22 ] [ 48 ]        |
| 2016      | Beowulf                   | Kela                  | [ 23 ]               |
| 2017      | Our Ex-Wife               | Ava                   | [ 49 ]               |
| 2017      | The Pact                  | Emily                 | [ 50 ]               |
| 2018      | Humans                    | Agnes                 | [ 19 ]               |
| 2024      | Sister Boniface Mysteries | Elsie Calder-Marshall | [ 51 ]               |

Teatro
| Año  | Título     | Papel  | Notas            | Ref.   |
| ---- | ---------- | ------ | ---------------- | ------ |
| 2011 | The Father | Bertha | Belgrade Theatre | [ 21 ] |

Radio
| Año  | Título     | Papel  | Notas       | Ref.   |
| ---- | ---------- | ------ | ----------- | ------ |
| 2012 | The Father | Bertha | BBC Radio 3 | [ 52 ] |

### Videojuegos
| Año  | Título                     | Papel         | Ref.   |
| ---- | -------------------------- | ------------- | ------ |
| 2018 | Star Ocean: Anamnesis      | Sarah Jerand  | [ 53 ] |
| 2019 | Erica                      | Erica Mason   | [ 4 ]  |
| 2020 | League of Legends          | Lillia        | [ 10 ] |
| 2024 | Dragon's Dogma 2           | Ulrika        | [ 12 ] |
| 2024 | Legends of Runeterra       | Lillia        | [ 24 ] |
| 2024 | Stellar Blade              | Kaya          | [ 11 ] |
| 2024 | Another Eden               | Mazrika       | [ 54 ] |
| 2025 | Wuthering Waves            | Roccia & Pero | [ 55 ] |
| 2025 | The First Berserker:Khazan | Daphrona      | [ 56 ] |
| 2025 | Honkai: Star Rail          | Hyacine       | [ 57 ] |
| 2025 | Star Overdrive             | Nous          | [ 58 ] |